# أعظم جاه الكارناتيكي

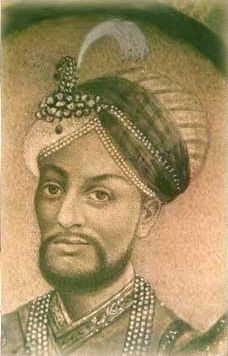
أعظم جاه

أعظم جاه (1797 – 12 تشرين الثاني 1825) كان نواب سلطنة كارناتيك من عام 1819 إلى عام 1825.
اعتلى أعظم جاه العرش بعد وفاة والده عَظيم الدولة في عام 1819. حكم لفترة قصيرة وتوفي في عام 1825. وخلف عزام جاه ابنه الأصغر غلام محمد غوث خان.

## طالع أيضًا
- بهار أعظم جاهي

| سبقه عَظيم الدولة | نواب كرناتيك 1819–1825 | تبعه غلام محمد غوس خان |